# デスアーミー
デスアーミーとはテレビアニメ『機動武闘伝Gガンダム』に登場する架空の兵器。
デビルガンダムによって生み出される分身体。標準的な機体として「デスアーミー（海外名：Dark Army）」、「デスビースト」、「デスバーディ」、「デスネービー」、宇宙戦用ユニットを付加した「デスバット」、デビルガンダムコロニーの体内の防衛用兵器「デスボール」がある。これらは戦闘能力は低いものの、常に大群で行動し敵を圧倒するほか、他の機体に偽装したり、デビルガンダムのエネルギー源にもなる。操縦者はDG細胞で操られるゾンビ兵であり、デビルガンダムの命令を自律的に遂行する。

## 設定解説
陸戦型でもっとも標準的な機体。DG細胞により無限に生み出される人型機動兵器。頭部は半球状で巨大な一つ目と頭頂部には一本の角を持つ。個々の戦闘力は高くないが、数と死を恐れない進軍で敵を圧倒する。武装は金棒型のビームライフルで、接近戦では打撃武器として使用できる。オプションパーツを付け加えることで下記のような汎用性を持つ。
その外観はガンダムファイト第7回大会時に暗躍した裏組織「カオス」の量産型モビルスーツと酷似しているが、その関連性は謎。

## バリエーション

### テレビシリーズ
デスビースト
4脚型のデスアーミー。脚部を背中に折りたたんで、細身の4脚ユニットに接続する。全高と安定性が上がるため不整地での行動に利用される形態。ゴルフボール状の鉄球を発射する専用マシンライフルを装備する。
デスバーディ
空戦型バリエーション。背部に翼の形をした大型飛行ユニットを取り付け、肩に巨大なビーム砲を兼ねるクローを装備する。ユニットを外せばデスアーミーになるが体色が異なる。
デスネービー
水戦型バリエーション。手には電撃を発する三叉の槍を持ち、下半身には魚のような水中機動ユニットを装備し戦う。またこの水中機動ユニットは外れると魚雷にもなる。ユニットをはずせばデスアーミーになるが体色が異なる。
デスバット
宇宙戦用バリエーション。デスアーミーと同様の金棒型ビームライフルを装備し、背部に蝙蝠の翼のようなユニットが装着されている。
最終決戦にてネオ・ジャパンコロニーと融合したデビルガンダムによって放たれ、数機がゴルビーIIを襲撃したがアレンビーとキラルに迎撃され、襲撃部隊は全滅している。
ゲーム『SDガンダム GGENERATION』シリーズでは宇宙のみならず、大気圏内の飛行および戦闘も可能とされている。
デスマスター
マスターガンダムに擬態したタイプ。頭部が二本角になりウイングバインダーのギミックも再現し、シルエットを似せている。金棒型ビームライフルを装備していた。
デスドラゴン
ドラゴンガンダムに擬態したタイプ。外見ばかりか機能も似せてあり、伸縮自在のドラゴンクローも再現されている。
ギアナ高地においてネオロシアのキャンプを襲撃し、サイ・サイシーとアルゴの同士討ちを狙うが、策に気づいたアルゴのボルトガンダムに撃破される。
なお、漫画『超級!機動武闘伝Gガンダム』には、さらにシャイニングガンダム、ガンダムマックスター、ガンダムローズ、ボルトガンダムに擬態した機体が登場し、加勢に来たドモンたち本物と偽物が入り乱れての大乱戦となった。
デスボール
コロニーデビルガンダムが生み出した体内防衛用兵器。外観は銀色の鉄球そのもの。攻撃方法は電撃のみだが、大量に出現すると手強く、新生シャッフル同盟を苦しめた。

### テレビシリーズ以外
デビルガンダムJr.
TVゲーム『SDガンダム GGENERATION F』に登場したバリエーションである。デザインは『コミックボンボン』誌上で公募された。
ガンダムファイト第13回大会後、一度は滅ぼされたデスアーミーの残骸達が集合・合体し、自己再生、自己進化することで新たに誕生したデビルガンダムの末裔ともいえるガンダム。型式番号は本家デビルガンダムに連なるかたちでJDG-0010Xで承認されている。四本の脚の間に上半身が逆さにぶら下がっている奇妙な姿をしており、脚部先端にはデビルガンダム四天王の能力を備えたビット兵器を持ち、それぞれの必殺技を繰り出す。スレイブコントロールにより生身の人間を操ることも可能である。これは人類をマインドコントロールし、地球浄化のための奴隷とするための機能であり、デビルガンダムの地球を浄化するために人類を滅ぼすという思想よりも一歩進んだ理念のもとに付加されている。